# Multiverse United (2023)
Pour les articles homonymes, voir Rebellion.
Multiverse United (2023) est un événement de catch professionnel produit conjointement par les fédérations Impact Wrestling et New Japan Pro Wrestling. L'événement a eu lieu le 30 mars à Los Angeles en Californie au sein du Globe Theater.

## Contexte
Cet événement de catch professionnel présente différents matchs impliquant des catcheurs heel (méchant) et face (gentil), ils combattent sous un script écrit à l'avance.

## Tableau des matchs
| Ordre par numéros | Résultat | Stipulation(s)                                                                                          | Temps |
| --- | --- | --- | ----- |
| 1P | Yuya Uemura bat Gabriel Kidd | Match simple                                                                                            | 7:52  |
| 2 | Trey Miguel (c) bat Clark Connors, Frankie Kazarian, Kevin Knight, Rich Swann et Rocky Romero                                                                                     | 6-Way Scramble match pour le Impact X Division Championship                                             | 7:11  |
| 3 | Alex Coughlin, Callihan, Fred Rosser et PCO battent Eddie Edwards, Joe Hendry et Team Filthy (Tom Lawlor et J.R. Kratos)                                                          | 8-Man Tag Team match                                                                                    | 12:24 |
| 4 | Jeff Cobb bat Moose | Match simple                                                                                            | 11:51 |
| 5 | Deonna Purrazzo bat Gisele Shaw, Masha Slamovich et Miyu Yamashita | 4-Way match La gagnante sera ajoutée au match pour le Impact Women's Knockout Championship à Rebellion/ | 9:20  |
| 6 | ABC (Ace Austin et Chris Bey) (c) bat Aussie Open (Kyle Fletcher et Mark Davis), The Motor City Machine Guns (Alex Shelley et Chris Sabin) et TMDK (Bad Dude Tito et Shane Haste) | 4-Way Tag Team match pour les Impact World Tag Team Championship                                        | 13:22 |
| 7 | Kushida bat Lio Rush par soumission | Match simple                                                                                            | 12:42 |
| 8 | Kenta (c) bat Minoru Suzuki | Match simple pour le Strong Openweight Championship                                                     | 15:27 |
| 9 | Hiroshi Tanahashi bat Mike Bailey | Match simple                                                                                            | 15:16 |
| La lettre C placée entre parenthèses désigne la personne ou l’équipe championne en titre. P – indique que le match a eu lieu lors du pré-show | | |       |